# 횡간항 (여수시)
횡간항은 전라남도 여수시 남면 횡간리, 횡간도 섬에 있는 어항이다. 1975년 8월 5일 지방어항으로 지정하여 관리하고 있다. 시설관리자는 여수시장이다.

## 어항 구역
본 항의 어항구역은 다음과 같다.
- 수역: 남면 횡간리 칠끝과 나리끝을 연결하는 선내수역

## 어항 시설
- 계류시설 910m, 외곽시설 167m

## 기본 계획
- 계류시설 1,040m, 외곽시설 588m.[1]

## 정비 계획
- 계류시설 1,040m, 외곽시설 588m[2]

## 주요 어종
- 전복, 참돔, 우럭, 감성돔

## 찾아가는 길
- 철도: 여수역 도착→ 여수역 (999번) → 진남관(돌산방면 106번, 109번, 116번) → 군내(여객선) → 대횡간도
- 버스: 여수시외버스터미널도착 → 터미널(돌산방면 106번, 109번, 116번) → 군내(여객선) → 대횡간도
- 자가용: 순천 IC → 여수시 → 돌산읍 군내리(여객선, 차랑탑승 가능) → 대횡간도